# غراسي بارا
غراسي بارا (بالبرتغالية: Gracie Barra‏) هي أكاديمية وفريق جيو جيتسو برازيلية شارك في تمويلها عام 1986 كارلوس غراسي جونيور.